# Martin-Luther-Kirche (Hagen im Bremischen)
Die ev.-luth. Martin-Luther-Kirche in der niedersächsischen Gemeinde Hagen im Bremischen, im Landkreis Cuxhaven, Amtsplatz 1, stammt vom Ende des 19. Jahrhunderts.
Die Kirchengemeinde gehört zum Kirchenkreis Wesermünde im Sprengel Stade der Evangelisch-Lutherischen Landeskirche Hannovers.
Das Gebäude steht unter Denkmalschutz (siehe auch Liste der Baudenkmale in Hagen im Bremischen).

## Geschichte
Bis zum Ende des Dreißigjährigen Krieges fand der Gottesdienst für alle aus Driftsethe, Hagen und Kassebruch in der Burg statt, danach im Kapellensaal. 1820 durfte der Kapellensaal dafür nicht mehr genutzt werden. Die drei Geestdörfer waren gezwungen, die Gottesdienste in dem etwas entfernten Bramstedt in der Kirche St. Jacobi zu besuchen.
Die Einwohnerzahl der Gemeinde Hagen nahm ständig zu. Die Kirchengemeinde in Hagen wurde deshalb zusammen mit Driftsethe und Kassebruch eigenständig; ein neues Kirchengebäude war notwendig.
Der neogotische Backsteinbau mit eingezogenem Rechteckchor und mit schiefergedeckten Satteldächern wurde 1897 nach Plänen von Kreisbauinspektor Carl Moormann (Geestemünde) gebaut. Der breite, rechteckige und hohe Westturm als Glockenturm hat ein metallgedecktes Satteldach, darauf einen Dachreiter als hohe Turmspitze. Der Chor hat einen geraden Abschluss mit drei Spitzbogenfenstern. Die Seitenfassaden gliedern sich durch fünf abgetreppte Strebepfeiler und dazwischen übereinanderliegende segmentbogen- und spitzbogenförmige Fenster, paarweise angeordnet.
Im Inneren befinden sich eine holzverschalte Trapezdecke, eine dreiseitige Empore, die kunstfertige, hölzerne Ausstattung sowie die mit Schablonenmalerei gestalteten Jugendstilornamente in Blau und Altrosa an Wänden und Decken. Bei der Sanierung von 1987 wurde das Innere in den ursprünglichen Zustand zurückversetzt.
Die Orgel soll von Pius Furtwängler und Emil Hammer (Arnum) stammen.
Das Landesdenkmalamt befand u. a.: „… bau- und kunstgeschichtlichen Bedeutung, aufgrund der durch die erhaltene Innenausstattung manifestierten künstlerischen Bedeutung und wegen des prägenden Einflusses auf das Ortsbild …“
Die Kirchengemeinde mit rund 2400 Gemeindegliedern (Stand 2023) ist seit 2018 mit den Kirchengemeinden Bramstedt, Sandstedt, Wersabe und Uthlede-Wulsbüttel in einem Kirchengemeindeverband.